# NGC 4222
NGC 4222 (другие обозначения — UGC 7291, IRAS12138+1334, MCG 2-31-75, FGC 1396, ZWG 69.119, VCC 187, PGC 39308) — спиральная галактика в созвездии Волос Вероники. Открыта Уильямом Гершелем в 1784 году.
Галактика находится на расстоянии 56 килопарсек в проекции на картинную плоскость от NGC 4216, разница их лучевых скоростей составляет 280 км/с. Явных следов взаимодействия между ними не наблюдается, однако в обоих системах есть небольшие искажения формы диска. NGC 4222 не имеет дефицита нейтрального атомарного водорода, однако всё равно не наблюдается в радиодиапазоне.
Этот объект входит в число перечисленных в оригинальной редакции «Нового общего каталога».